# Cosimo Argentina

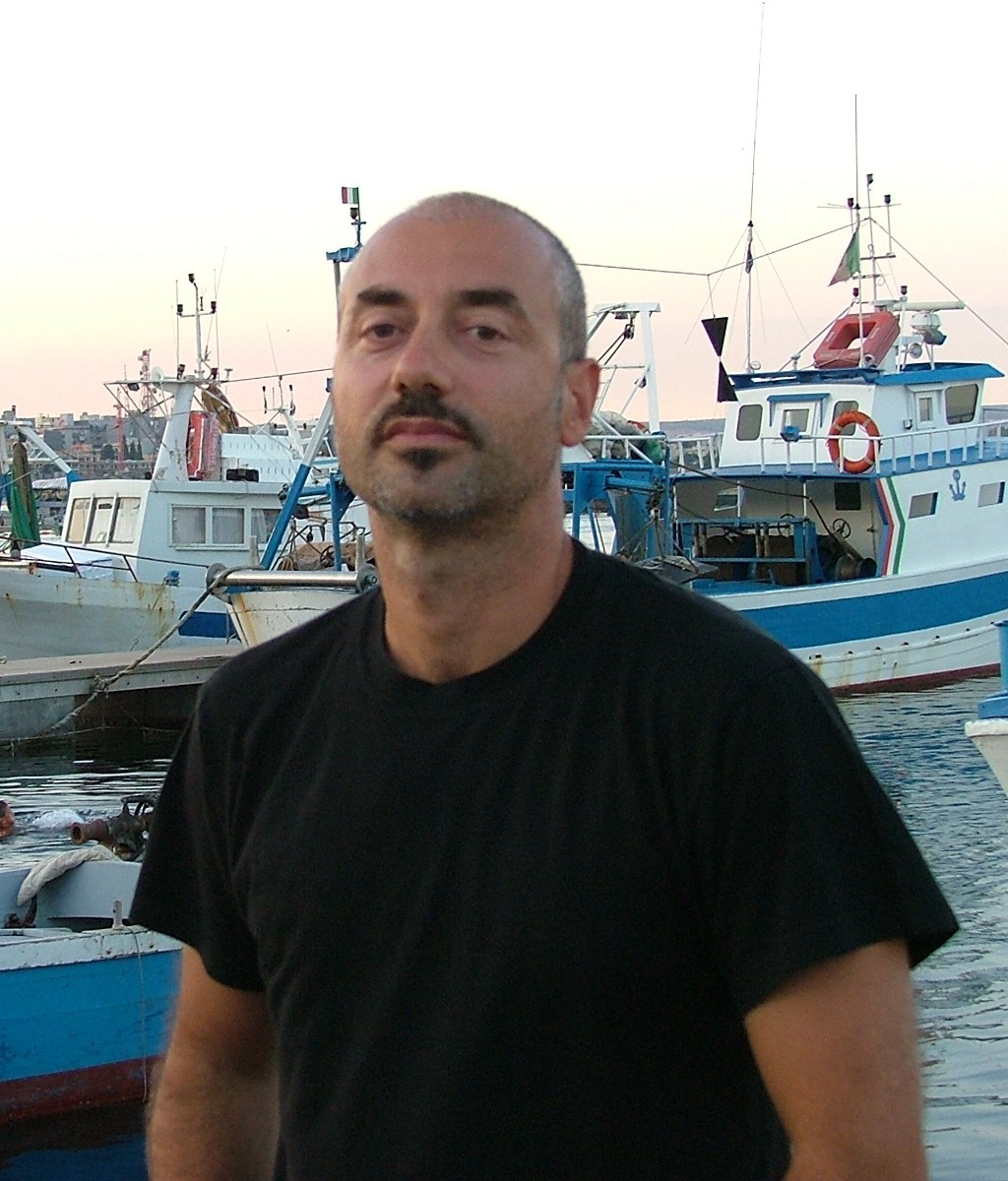
Cosimo Argentina

Cosimo Argentina (Taranto, 1963) è uno scrittore italiano.

## Biografia
Si è laureato in Giurisprudenza all'Università di Bari con una tesi sul Diritto del commercio internazionale ed una specializzazione in criminologia.
Dopo aver praticato l'attività di procuratore legale e giornalista a Taranto, nel 1990 si è trasferito in Brianza dove vive ed insegna Diritto ed Economia.
Ha esordito nel 1999 con il romanzo Il cadetto edito da Marsilio, vincitore del Premio Letterario Edoardo Kihlgren Opera Prima e del Premio Oplonti.
Nel 2002 con lo stesso editore ha pubblicato Bar Blu Seves e nel 2004 il suo Cuore di cuoio edito da Sironi, selezionato per il Premio Bancarella Sport.
Nel 2006 pubblica per No Reply il romanzo surreale e sarcastico Brianza vigila, Bolivia spera: un'opera che ingloba diversi filoni letterari, dall'hard boiled allo splatter, che offre una critica ed una riflessione sulla Brianza ed i suoi lati oscuri.
Il suo romanzo Maschio adulto solitario (Manni, 2008) è stato finalista al Premio letterario Castiglioncello-Costa degli Etruschi, al Premio Bergamo, al Premio La Magna Capitana di Foggia ed al Premio Letterario Città di Bari.
La sua narrativa è citata nel volume curato da Ettore Catalano Letteratura del Novecento in Puglia 1970-2008, Progedit 2009.
Nel 2010 Cuore di cuoio è stato ripubblicato come tascabile da Fandango; nello stesso anno è uscita per Manni la raccolta di racconti dal titolo Messi a 90, libro scritto a quattro mani con l'esperto di storia dell'arte Fiorenzo Baini. Sempre nel 2010 con Fandango ha pubblicato il romanzo Vicolo dell'acciaio, un romanzo che narra le vicende di un quartiere che vive e respira all'ombra dell'ILVA di Taranto.
Nel 2013 ritorna al noir, pubblicando per minimum fax il romanzo Per sempre carnivori.
Nel maggio 2014 il suo racconto Il buio non mente è stato inserito accanto a quello di Stephen King nella raccolta della rivista Granta Italia 5 - Il Male pubblicata da Rizzoli.
Nel novembre 2014 rientra in libreria con il romanzo L'umano sistema fognario edito da Manni.
Nel 2016 c'è il ritorno in libreria dell'autore tarantino, accompagnato da un nuovo romanzo sperimentale, Le tre resurrezioni di Sisifo Re, edito da Meridiano Zero. Urban Magazine definisce l'ultima opera di Argentina "Fantascienza d'autore (...) per fortuna esiste un funambolo come Argentina, che ridà fiducia nel pianeta narrativo Italia".
Nel 2019 ha dato alle stampe il suo primo noir distopico, Saul Kiruna, requiem per un detective, edito da Oligo, un romanzo ambientato in una Milano del 2036, tra investigazione ed esoterismo.
Per lo stesso editore, nello stesso anno, è uscito il romanzo di formazione Legno verde. Educazione sentimentale di un adolescente, una storia ambientata nella Taranto degli anni Settanta, con protagonista un disincantato dodicenne alle prese con le prime esperienze della sua esistenza. 
È autore di alcune pièce teatrali come il Monologo di un '63 e Dialogo tra un prof e un'alunna.
È citato inoltre in due saggi critici, Uccidiamo la luna a Marechiaro di Daniela Carmosino (Donzelli editore, 2009) ed È finita la controra a cura di Filippo La Porta (Manni, 2009).
Nel 2021 ,per la casa editrice minimum fax, è uscito il romanzo Dall'inferno, scritto a due mani con Orso Tosco. 
Nel 2022 è stato ripubblicato dalla casa editrice Hacca il romanzo Vicolo dell'acciaio, vincitore della seconda edizione del Premio nazionale di letteratura “Città di Ceglie Messapica”. il 4 agosto 2023.

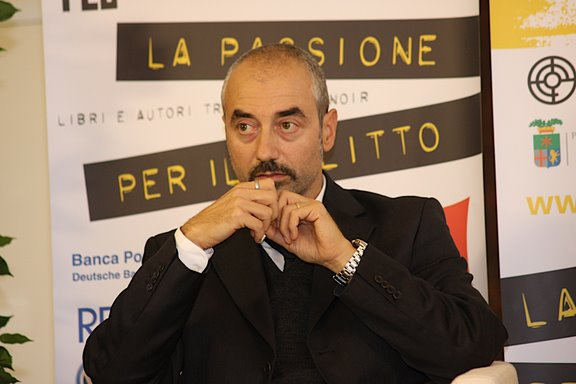
Cosimo Argentina

## Opere

### Libri
- Il cadetto, Venezia,Marsilio Editori, 1999. ISBN 8831771663; poi ripubblicato come Il cadetto redux, Bari, Terra Rossa, 2017.
- Bar Blu Seves, Venezia,Marsilio Editori, 2002. ISBN 8831779095
- Cuore di cuoio, Milano,Sironi editore, 2004. ISBN 8851800383
- Viaggiatori a sangue caldo, Roma, Avagliano, 2005. ISBN 8883091817
- Brianza vigila Bolivia spera, Milano, NoReply, 2006. ISBN 8889155124
- Nud'e cruda. Taranto mon amour, Milano, Effigie, 2006. ISBN 8889416246
- Maschio adulto solitario, San Cesario di Lecce,Manni Editori, 2008. ISBN 978-8862660037
- Beata ignoranza, Roma, Fandango, 2008. ISBN 9788860441157
- Messi a 90 con Fiorenzo Baini, San Cesario di Lecce,Manni Editori, 2010. ISBN 9788862662468
- Vicolo dell'acciaio, Roma, Fandango, 2010. ISBN 9788860441720
- Per sempre carnivori, Roma, minimum fax, 2013. ISBN 9788875214692
- L'umano sistema fognario, San Cesario di Lecce,Manni Editori, 2014. ISBN 9788862665995
- Le tre resurrezioni di Sisifo Re, Città di Castello, Meridiano Zero, 2016. ISBN 9788882374310
- Saul Kiruna, requiem per un detective, Mantova, Oligo editore, 2019. ISBN 9788885723122
- Legno verde. Educazione sentimentale di un adolescente, Mantova, Oligo editore, 2019. ISBN 9788885723368
- Dall’inferno, Roma, minimum fax, 2021, in collaborazione con lo scrittore Orso Tosco. ISBN 9788833892894
- Vicolo dell’acciaio, Matelica, Hacca edizioni, 2022. ISBN 9788898983582

### Racconti (parziale)
- Fabbrica di carta, Editori Laterza 2013
- Granta Italia 5 - Il Male Rizzoli 2014